# Volodymyr Dibrova
Volodymyr Dibrova (ukrajinsky Володимир Діброва, * 11. srpna 1951, Doneck, Ukrajina) je spisovatel, dramatik, překladatel, literární teoretik. Představitel ukrajinského undergroundu 70. - 80. let 20. století. Překlady jeho děl vyšly v Maďarsku, Polsku, Německu, Skotsku, Kanadě a USA, (mj. v nakladatelství North Western University Press, které se specializuje na středo- a východoevropskou literaturu – vydalo np. Kunderu, Milosze, Brodského).
Dibrovův překlad Beckettova románu „What" získal prestižní ukrajinské ocenění Mykoly Lukaše a jeho poslední beletristická próza „Andrijivskyj uzviz“ byla vyhlášená porotou BBC knihou roku 2007.
Od roku 1994 Volodymyr Dibrova žije v USA, kde přednáší na Harvardově univerzitě.

## Tvorba
- Texty s názvy i bez názvů (Kyjiv, „Moloď“, 1990)
- Písně Beatles (Kyjev, „Alternativa“, 1991)
- Zhrocení (Kyjev, „Kritika“, 1999)
- „Vybhane“ (Kyjev, „Kritika“, 2002)
- Okolo stolu (Kyjev, „Fakt“, 2005)
- Andrijivskyj Uzviz (Kyjev, „Fakt“ 2007)